# Всемирный день распространения информации о проблеме аутизма
Всемирный день распространения информации об аутизме (Всемирный день информирования об аутизме, на других официальных языках ООН: англ. World Autism Awareness Day, араб. اليوم العالمي للتوعية بمرض التوحد, ‎исп. Día mundial de concienciación sobre el autismo, кит. 世界提高自闭症意识日, фр. Journée mondiale de la sensibilisation à l'autisme
) установлен Генеральной Ассамблеей ООН 18 декабря 2007 (резолюция № A/RES/62/139). Отмечается, начиная с 2008 года, ежегодно 2 апреля.
Этот Международный день учреждён по инициативе Государства Катар, что было отмечено в послании Генерального секретаря ООН в 2008 году.
В резолюции Генеральной Ассамблеи уделено внимание, прежде всего, проблеме аутизма у детей, выражается обеспокоенность высокой долей детей с аутизмом, указывается на важность ранней диагностики и соответствующего обследования.
Резолюция рекомендует принимать все меры для информирования общества, в том числе семей, о проблеме детей с аутизмом.

## Тема дня
- 2021 год — «Инклюзия на рабочем месте Проблемы и возможности в постпандемическом мире»
- 2020 год — «Переход к взрослой жизни»
- 2019 год — «Вспомогательные технологии, активное участие»
- 2018 год — «Расширение прав и возможностей женщин и девочек с аутизмом»
- 2017 год — «К самостоятельности и правоспособности»
- 2016 год — «Аутизм и повестка дня на период до 2030 года: инклюзивность и нейроразнообразие»
- 2015 год — «Призыв к действиям»

## Россия
2 апреля 2008 года в Махачкале состоялся митинг, посвящённый проблемам аутизма. Его организовали родители детей-аутистов при поддержке студентов Дагестанского педагогического университета. Целью митинга было обратить внимание на то, что аутисты могут быть полноценными членами общества при внимании к ним и наличии профессиональной помощи.

## Украина
2 апреля 2009 года в Национальном университете «Киево-Могилянская академия» состоялся круглый стол на тему «Социально-психологическая адаптация детей с аутизмом и их семей на Украине». Организатор — общественная ассоциация поддержки лиц с аутизмом «Сонячне коло». На конференции рассматривались вопросы организации летнего лагеря для детей с аутизмом.
1 ноября 2012 года в Днепропетровске открылся первый на Украине центр реабилитации для детей аутистов «Детство за Гранью», который работает по системе ABA. Центр курирует Юлия Эрц.
2 апреля 2013 года в кинотеатре «Мост-кино» состоялся показ картины «Антон тут рядом» режиссёра Любови Аркус, а также короткометражного фильма, в котором снялись дети и родители, посещающие центр «Детство за Гранью».

## Беларусь
В апреле 2016 года по инициативе МБОО «Дети. Аутизм. Родители» и компании А1 на базе «Студии Пушкаревой» в Минске был создан семейный инклюзив-театр «i» (СИТi-театр). 2 апреля 2017 года на сцене Дворца культуры ветеранов прошла премьера мюзикла «Чыгунка» по пьесе 11-летнего мальчика с аутизмом Кастуся Жибуля. В этой постановке семейного инклюзив-театра «i» участвовало 35 юных актёров, в том числе 10 «особенных» ребят. В апреле 2018 года, состоялась премьера спектакля «Дерево сказок», а в апреле 2019 года спектакля «Восемь чувств, или Рождение человека».
2 апреля 2016 года Минск впервые принял участие в мировой акции «Зажги синим» (Light It Up Blue), включив синюю подсветку на зданиях проспектов Победителей и Независимости. Белорусский мобильный оператор velcom также поддержал акцию, заменив цвет логотипа с жёлтого на синий.
2 апреля 2017 года в Минске запустили синий арт-трамвай, который бесплатно развозил пассажиров, а 2 апреля 2018 года минчане могли узнать о проблеме аутизма, воспользовавшись бесплатным синим «Такси добра».
2 апреля 2019 года сотни минчан приняли участие в городской акции «Зажги Звёздную ночь» на площади Свободы. Все желающие могли получить у организаторов светодиодную лампочку и разместить её на конструкции, чтобы создать световую инсталляцию с изображением одной из самых известных картин Ван Гога «Звёздная ночь».